# Ferdinand Albín Pax
Ferdinand Albín Pax (26. červenec 1858 Dvůr Králové nad Labem, Česko – 1. březen 1942 Vratislav, Polsko) byl méně známý, ale pro území Československa velmi významný přírodovědec – zoolog, botanik světového jména, profesor Vratislavské univerzity, kustod muzea a entomolog – lepidopterolog a dipterolog. Pro entomologickou veřejnost je známý hlavně jako autor popisu jedné ze slovenských ras jasoně červenookého – Parnassius apollo L. ssp. sztrecsnoensis Pax, 1915.

## Životopis
Narodil ve Dvoře Králové nad Labem, byl německé národnosti. Po smrti jeho matky se rodina přestěhovala do Žacléře (něm. Schatzlar). Už v dětství chodíval s babičkou do krkonošských hor a zamiloval si tamní přírodu, hlavně květenu. Zabýval se však i zkamenělinami a hmyzem. Začíná se intenzivně a systematicky věnovat hlavně studiu květeny Krkonoš. Po skončení základní školy studoval na gymnáziu ve městě Kamienna Góra, kde již v těchto letech publikoval své první floristické práce. V roce 1879 po skončení gymnázia nastoupil na univerzitu do polské Vratislavi, kde se věnoval hlavně studiu botaniky a geologie, ale také matematiky, chemie a geografie. Už jako student univerzity zpracoval komplexně celé rostlinstvo Krkonoš a přispěl svými vědomostmi a informacemi o květeně i Emilovi Fiekovi při jeho práci o flóře Slezska.
V roce 1882 vystudoval univerzitu a získal titul doktora filozofie. Zakrátko pak odchází na praxi do města Kiel v Německu, kde pod vedením profesora Adolfa Englera pracuje jako odborný asistent v botanickém institutu Univerzity v Kielu. Již ve věku 35 let byl jmenován řádným profesorem a ředitelem botanického oddělení univerzity ve Vratislavi. V uvedeném oboru pracoval během svého dlouhého života (84 let) celkem asi 50 let. Dvakrát byl jmenován do hodnosti děkana filozofické fakulty a ve školním roce 1913 / 1914 byl jmenován rektorem celé Vratislavské univerzity. Je znám hlavně jako botanik – jako jeden z největších botanických systematiků a fytogeografů těch dob v Evropě. Zabýval se hlavně výzkumem horských rostlin a v roce 1894 se pokusil o komplexní zmapování výskytu rostlin v oblasti Karpat od Bratislavy až po deltu Dunaje do Černého moře v místě zvaném Železná vrata při rumunském městě Orszovo. Dělal botanický výzkum i ve Vysokých Tatrách a v Sedmihradsku. Během let I. světové války provedl důkladný průzkum flóry Polska.
Profesor Ferdinand Albín Pax byl skromný, ale přitom velmi cílevědomý, pracovitý, přesný a psychický velmi silný člověk. Tvrdý život v dětství a mládí, jako syn chudého horala, měly vliv na jeho tvrdost a odolnost i v následujících letech dalšího života. Chodil často do přírody. Nepotrpěl si na uhlazenost, ani na nošení kravaty. Nikdy nenosil spodní zimní prádlo, ani rukavice a jezdil na saních až do své šedesátky. Tyto vlastnosti si zachoval až do svých 80. let věku. Pak ztratil zrak (zřejmě šedý zákal?) a následně již trávil čas hlavně doma. Během svého života vychoval kolem 50 doktorandů, z nichž mnozí dosáhli významné postavení ve vědeckém světě, jako uznávané kapacity, na čemž měl nepochybně svůj podíl i profesor Ferdinand Albín Pax, neboť byl všem těmto vědcům vzorem a dobrým příkladem pílí, systematickou prací a houževnatostí.
Působil jako univerzitní profesor, kustod muzea, botanik, zoolog a entomolog. V entomologii se zabýval hlavně studiem a faunistikou motýlů (Lepidoptera), dvoukřídlých (Diptera), jakož i fosilním hmyzem. Z motýlů se zabýval hlavně rodem Parnassius Latreille, 1804. O tomto rodě publikoval informace v svých pracích: "Das Aussterben der Gattung Parnassius in den Sudeten" a "Über das Aussterben ven Parnassius apollo in den Sudetenländen". Často vykonával své sběry i na území Slovenska, kde v roce 1915 popsal z území Malé Fatry z oblasti domašínského meandru u Strečna nový poddruh jasoně červenookého, který pojmenoval ssp. sztrecsnoensis. Popis tohoto poddruhu vyšel v práci "Geografische Verbreitung und Rassenbildung des Apollofalters in den Karpaten". Popis byl publikován v Zeitschrift den Wissenschaftlichen Insektenbiologie, 11, 1915, na str. 49 - 59. Kromě motýlů druhu jasoň se zabýval i řádem dvoukřídlí (Diptera).
Dr. Ferdinand Albín Pax zemřel ve Vratislavi po krátké nemoci. Pohřben byl na starém evangelickém hřbitově ve Vratislavi, který byl po druhé světové válce zlikvidován, takže jeho hrob se nedochoval.
Poznámka: Známý je i jeho syn Ferdinand Pax (30. prosince 1885 – 11. září 1964), druhý syn se jmenoval Günther Pax.